# Ryhall
Ryhall – wieś w Anglii, w hrabstwie Rutland. Leży 19 km na wschód od miasta Oakham i 133 km na północ od Londynu. W 2001 miejscowość liczyła 1644 mieszkańców.